# HC Slovan Ústí nad Labem
Der HC Slovan Ústí nad Labem ist ein tschechischer Eishockeyverein, der 1963 in Ústí nad Labem gegründet wurde. Der Klub spielt seit der Saison 2008/09 in der 1. Liga, der zweithöchsten tschechischen Profispielklasse im Eishockey. Seine Heimspiele trägt der Verein in der 6.500 Zuschauer fassenden Zlatopramen Arena aus.

## Geschichte
Der Verein war vor der Eigenständigkeit unter verschiedenen Namen bekannt. 1945 gab es eine erste Eishockeymannschaft bei Sokol Ústí nad Labem. Dieser Klub wurde später in ZSJ Armaturka und TJ Chemička umbenannt, bevor 1963 der TJ Slovan Ústí nad Labem ins Leben gerufen wurde.
Der Verein konnte 1999 den Meistertitel in der drittklassigen 2. Liga erreichen, stieg aber erst ein Jahr später in die 1. Liga auf. Am Ende der Saison 2005/06 konnte er das erste Mal den Meistertitel der 1. Liga gewinnen, konnte aber nicht in die Extraliga aufsteigen, da diese zu diesem Zeitpunkt eine geschlossene Liga war.
Der größte Erfolg in der bisherigen Vereinsgeschichte wurde 2007 erreicht, als der HC Slovan die Meisterschaft der 1. Liga feiern konnte und in die Extraliga aufsteigen durfte. Dies war möglich, da die geschlossene Liga gegen das tschechische Kartellrecht verstieß und damit dem Gewinner der 1. liga ein Aufstiegsrecht ohne wirtschaftliche Auflagen gewährt wurde. Allerdings stieg der Verein nach einem Jahr Erstklassigkeit wieder in die 1. Liga ab, da die Mannschaft des HC Slovan die Relegationsserie gegen den BK Mladá Boleslav mit 4:1 verlor. In der folgenden Spielzeit der 1. Liga dominierte der Verein diese Spielklasse und schloss die Hauptrunde mit 110 Punkten ab. In der Finalserie um den Meistertitel und die Teilnahme an der Relegation zur Extraliga traf die Mannschaft auf den HC Kometa Brno, der mit 4:2 Siegen bezwungen wurde. Damit erreichte der Verein aus Ústí erneut den Meistertitel der 1. Liga. Auch 2011 konnte der Klub die 1. Liga für sich entscheiden.

## Heimspielstätte
Die Zlatopramen Arena wurde 1965 erbaut und fasste damals 6.500 Zuschauer, davon 1.866 Stehplätze und 4.634 Sitzplätze. Erst 2004 wurde die Eishalle umgebaut. Dabei wurde unter anderem ein Videowürfel installiert. Seit dem Umbau hat die Halle eine maximale Kapazität von 6.634 Zuschauern, die sich aus 2.000 Stehplätzen und 4.634 Sitzplätzen zusammensetzt.

## Saisonstatistik seit 1993
| Saison  | Liga      | Hauptrunde       | Punkte | Endrunde                                       | Kapitän         | Trainerstab |
| ------- | --------- | ---------------- | ------ | ---------------------------------------------- | --------------- | --- |
| 1993/94 | 1. Liga   | 5. Platz         |        | 4. Platz                                       | Karel Chládek   | Jaroslav Holman |
| 1994/95 | 1. Liga   | 9. Platz         |        | 9. Platz                                       |                 | Jaroslav Holman, Jirí Hurych |
| 1995/96 | 1. Liga   | 8. Platz         |        | 9. Platz                                       |                 | Jiří Hurych |
| 1996/97 | 1. Liga   | 12. Platz        |        | Abstieg Verkauf der Lizenz an den KLH Chomutov |                 | Jiří Hurych |
| 1997/98 | 2. Liga   | 12. Platz (West) |        |                                                |                 | Jiří Hurych |
| 1998/99 | 2. Liga   | 1. Platz (West)  |        | Relegation – 3. Platz                          |                 | Josef Horešovský, Jiří Hurych |
| 1999/00 | 2. Liga   | 2. Platz (West)  |        | Relegation – 1. Platz                          | Martin Cmerda   | Josef Horešovský, Jiří Hurych |
| 2000/01 | 1. Liga   | 12. Platz        | 28     | 13. Platz                                      | Martin Cmerda   | Josef Horešovský und Jiří Hurych gefolgt von Milan Hejduk senior und Jaroslav Holmann gefolgt von Jiří Vrba, gefolgt von Zdenek Müller |
| 2001/02 | 1. Liga   | 6. Platz         | 60     | 6. Platz                                       | Daniel Tvrzník  | Zdenek Müller und Radomír Mikeš |
| 2002/03 | 1. Liga   | 6. Platz         | 61     | 6. Platz                                       | Daniel Tvrzník  | Jindrich Setikovský |
| 2003/04 | 1. Liga   | 4. Platz         | 75     | 4. Platz                                       | Daniel Hodek    | Jindrich Setikovský |
| 2004/05 | 1. Liga   | 2. Platz         | 121    | 2. Platz                                       | Daniel Hodek    | Pavel Hynek |
| 2005/06 | 1. Liga   | 1. Platz         | 106    | 1. Platz, Extraliga-Relegation                 | Milan Antoš     | Pavel Hynek |
| 2006/07 | 1. Liga   | 2. Platz         | 113    | 1. Platz; Aufstieg in die Extraliga            | Milan Antoš     | Pavel Hynek, Vladimír Evan |
| 2007/08 | Extraliga | 14. Platz        | 40     | 14. Platz, Abstieg                             | Václav Novák    | Jan Votruba, Vladimír Evan |
| 2008/09 | 1. Liga   | 1. Platz         | 110    | 1. Platz, Extraliga-Relegation                 | Jan Čaloun      | Miloslav Hořava senior |
| 2009/10 | 1. Liga   | 1. Platz         | 117    | 2. Platz                                       | Jan Klobouček   | Petr Rosol, Milan Skrbek |
| 2010/11 | 1. Liga   | 1. Platz         | 92     | 1. Platz, Extraliga-Relegation                 | Jan Klobouček   | Petr Rosol, Milan Skrbek |
| 2011/12 | 1. Liga   | 1. Platz         | 124    | 2. Platz                                       | Jan Klobouček   | Petr Rosol, Milan Skrbek |
| 2012/13 | 1. Liga   | 3. Platz         | 111    | 3. Platz                                       | Jaroslav Roubík | Jaromír Šindel und Jiří Micka |
| 2013/14 | 1. Liga   | 10. Platz        | 65     | 10. Platz                                      | Milan Vobořil   | Jaromír Šindel und Tomáš Mareš gefolgt von Milan Skrbek und Tomáš Mareš                                                                |
| 2014/15 | 1. Liga   | 10. Platz        |        | 8. Platz                                       | Martin Vágner   | Milan Skrbek und Tomáš Mareš gefolgt von Miroslav Mach und Tomáš Mareš                                                                 |
| 2015/16 | 1. Liga   | 8. Platz         |        | 4. Platz                                       | Martin Vágner   | Miroslav Mach und Tomáš Mareš |
| 2016/17 | 1. Liga   | 6. Platz         |        | 6. Platz                                       | Martin Vágner   | Miroslav Mach und Tomáš Mareš |
| 2017/18 | 1. Liga   | 12. Platz        | 65     | 12. Platz                                      | Martin Vágner   | Miroslav Mach und Tomáš Mareš gefolgt von Tomáš Mareš, Vladimír Machulda                                                               |
| 2018/19 | 1. Liga   | 14. Platz        | 47     | 14. Platz                                      | Martin Vágner   | Jan Čaloun, Vladimír Machulda ab Oktober 2018 Tomáš Mareš, Martin Štěpánek                                                             |
| 2019/20 | 1. Liga   | 14. Platz        | 52     | 14. Platz                                      | Vladimir Broz   | Vladimír Evan, Tomáš Mareš, Jaroslav Roubík                                                                                            |

## Ehemalige bekannte Spieler
| - Jan Čaloun Goldmedaillengewinner bei Olympia 1998, Eishockey-Weltmeister 1999, 24 NHL-Spiele für die San Jose Sharks und die Columbus Blue Jackets, über 290 SM-liiga-Spiele für HIFK Helsinki und Blues Espoo, Finnischer Meister mit HIFK Helsinki 1998 - Milan Hejduk Goldmedaillengewinner mit der Tschechischen Nationalmannschaft bei Olympia 1998, Stanley-Cup-Gewinner 2001, 772 NHL-Spiele für die Colorado Avalanche - Radek Hamr 11 NHL-Spiele für die Ottawa Senators; über 380 Elitserien-Spiele für den Färjestad BK und die Frölunda Indians, Schwedischer Meister mit Färjestad 2006 | - Tomáš Andres - Martin Štěpánek Eishockey-Weltmeister 2000 - Petr Rosol - Radek Kampf - Petr Přikryl - Andrej Nedorost - Petr Macholda - Dušan Salfický - Jan Alinč - Sacha Treille - Pavel Francouz |